# Saint-Paulet-de-Caisson
Saint-Paulet-de-Caisson är en kommun i departementet Gard i regionen Occitanien i södra Frankrike. Kommunen ligger i kantonen Pont-Saint-Esprit som tillhör arrondissementet Nîmes. År 2022 hade Saint-Paulet-de-Caisson 1 894 invånare.

## Befolkningsutveckling
Antalet invånare i kommunen Saint-Paulet-de-Caisson
Referens:INSEE